# Ikona (informatyka)

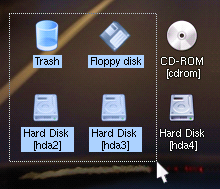
Ikony na pulpicie w środowisku graficznym KDE

Ikona (ang. icon) – element interfejsu graficznego, niewielki piktogram widoczny na ekranie monitora, reprezentujący graficznie określony typ pliku, folder, aplikację, urządzenie, funkcję programu, itp. i stanowiący odsyłacz do nich.
Większość funkcjonalności nowoczesnego systemu komputerowego korzystającego z GUI opiera się na interakcji z użytkownikiem poprzez ikony. Poprzez umieszczenie kursora na ikonie i kliknięcie na nią użytkownik uruchamia określone działanie programu lub systemu. Ikony występują w różnych miejscach GUI:
- na pulpicie
- w oknach eksploratora
- na paskach menu i paskach narzędzi aplikacji
- w grach komputerowych

## Historia
W pierwotnym znaczeniu nazwa ta pochodzi z języka greckiego εικων (eikón) i oznacza obraz, a w znaczeniu omawianym tutaj stanowi zapożyczenie z języka angielskiego.
Ikony były po raz pierwszy wprowadzone w latach 70. przez centrum rozwojowe Palo Alto Research Center firmy Xerox jako narzędzie ułatwiające pracę z systemem operacyjnym dla osób mniej zaawansowanych w informatyce. Pod koniec lat 80 graficzne interfejsy użytkownika oparte na wykorzystaniu ikon zostały rozpowszechnione przez systemy AmigaOS, Mac OS i Microsoft Windows, stając się standardem formy komunikacji użytkownika z komputerem.

## Format
Ikona może być samodzielnym plikiem lub też mieścić się w innym pliku (np. wykonywalnym). W systemach Windows ikony zapisywane są w formacie ICO lub BMP. W innych systemach używane są formaty PNG lub SVG. W systemie BeOS ikona jest atrybutem pliku zapisywanym w systemie plików BeFS.